# Liparetrus rubicundus
Liparetrus rubicundus är en skalbaggsart som beskrevs av Macleay 1864. Liparetrus rubicundus ingår i släktet Liparetrus och familjen Melolonthidae. Inga underarter finns listade i Catalogue of Life.